# Тетраиодомеркурат(II) серебра(I)
Тетраиодомеркура́т(II) серебра́(I) — неорганическое соединение, комплексная соль металла серебра и металла ртути с формулой Ag2[HgI4].

## Получение
Осадок тетраиодомеркурата(II) серебра(I) получают путём добавления раствора нитрата серебра к водному раствору KI и HgI2.

## Физические свойства
Проявляет термочувствительные свойства, изменяя цвет при 40°-45 °C с лимонно-жёлтого на коричневый